# Bokkenrijder (beeld)
De Bokkenrijder (oorspronkelijk "de bokkerijder")  is een bronzen beeld van Gerrit Bolhuis. Het beeld is geplaatst in het Oosterpark te Amsterdam-Oost. 
Het beeld, een jongen op een bok, had de bedoeling jeugd aan te trekken om achter de jongen op de bok te gaan zitten. De jeugd ontdekte al vroeg, dat het ook mogelijk is voor de jongen op het beeld te gaan zitten. Het beeld staat tegenwoordig op een ondergrond van bakstenen. Het opschrift vermeldt als jaar 1957.
Bolhuis heeft meerdere beelden gemaakt waar kinderen op kunnen spelen, wellicht toevallig ook met dezelfde diersoort:
- Schaapjes/Lammetjes op het Osdorpplein
- Schaap met vijf poten op de Botteskerksingel

Het beeld heeft geen binding met de 18e-eeuwse Bokkenrijders.
Bokkenrijder · Bolgewas · Communicatie · Justus van Maurikbank · Leonard Springerbrug · Limietpalen Oosterpark · Monument voor de Tachtigers · Muziekkoepel Oosterpark · Nationaal monument slavernijverleden · Politiehond Albert · Rotsfontein Oosterpark · De Schreeuw · Speelslinger Oosterpark · Spelende kinderen · Spreeksteen · Tekststeen Julianaboom · De Titaantjes · Het westen ontvangt en ontmoet 't oosten